# Joštova (Brno)
Joštova je ulice ležící v centru Brna. Nachází se v městské čtvrti Brno-město a je součástí městské části Brno-střed. Ulice je orientovaná z východu na západ a leží v prostoru bývalých brněnských hradeb, po jejichž zbourání se stala součástí brněnské okružní třídy. Na východním konci tvoří Joštova křižovatku s Rašínovou a Kounicovou ulicí a ústí na Moravském náměstí před kostelem sv. Tomáše. Na západním konci pak Joštova tvoří křižovatku s Údolní a Marešovou ulicí. Joštova prochází skrz Komenského náměstí, na kterém se nachází chrám Jana Amose Komenského. Joštova třída (německy Jodokstrasse) byla od 60. let 19. století koncipována jako vládní či reprezentační čtvrť určená k výstavbě významných veřejných budov. Nachází se zde budova Zemské sněmovny, která je dnes sídlem Ústavního soudu, nebo budova Fakulty sociálních studií Masarykovy univerzity. Ulice představuje jednu z nejvýznamnějších ulic v centru města, protože spolu s ulicí Českou představuje důležitý dopravní uzel na trase několika tramvajových linek projíždějících středem města.  

## Pojmenování
V roce 1867 byla ulice podle moravského markraběte a římského krále Jošta Moravského pojmenována jako Jodokstrasse. Označení Jodokstrasse či Joštova bylo využíváno i po založení Československa a i během trvání Protektorátu Čechy a Morava. V roce 1946 byla Joštova na památku prezidenta Edvarda Beneše přejmenována na Benešovu a od roku 1952 byla označována jako třída Obránců míru (která dále pokračovala v trase dnešní ulice Údolní až na náměstí Míru). Původní název, Joštova byl ulici vrácen v roce 1990.

## Historie

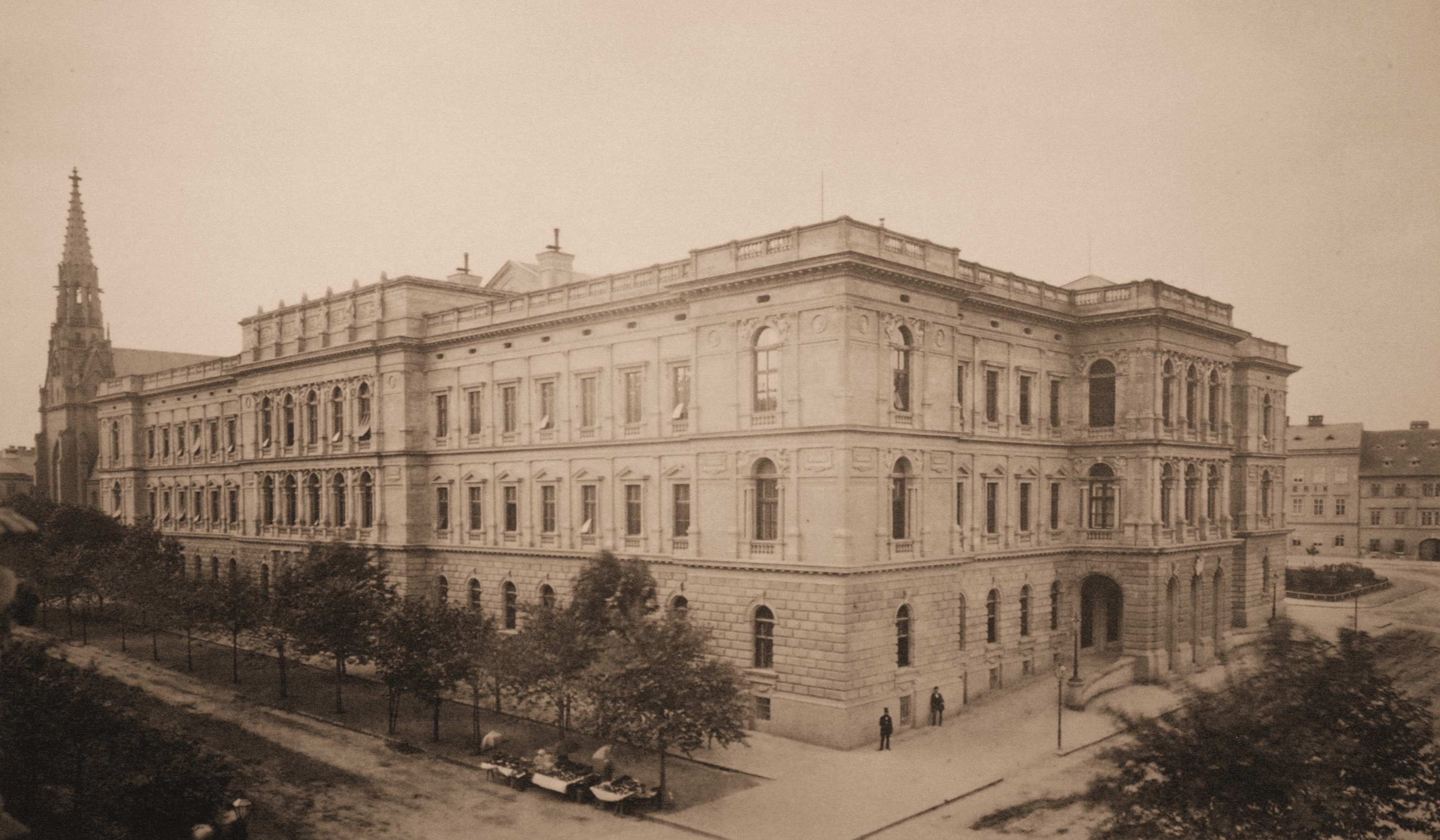
Zemská sněmovna fotografovaná v roce 1878. V popředí roh ulic Joštova a Česká.

Během 60. let 19. století vznikl zbouráním opevnění a bastionového pásu v místech dnešní Joštovy ulice volný prostor. Ještě během 60. let pak v těchto místech došlo k výstavbě evangelického kostela a budov pro německou vysokou školu technickou (dnes jedna z budov rektorátu Masarykovy univerzity) a německé chlapecké gymnázium (dnes sídlo Hudební fakulty Janáčkovy akademie múzických umění), čímž byl vymezen prostor dnešního Komenského náměstí. Joštova třída vznikla prodloužením osy od kostela sv. Tomáše. Nejvýznamnější budovou vybudovanou na Joštově ulici v sousedství evangelického kostela se stala Zemská sněmovna projektovaná jako sídlo Moravského zemského sněmu. Autory projektu byli vídeňští architekti Robert Raschka a Anton Hefft. Základní kámen sněmovny byl položen 13. dubna 1875 a tato neorenesanční budova byla dokončena v roce 1878.

## Významné budovy a instituce
- Ústavní soud České republiky
- Fakulta sociálních studií Masarykovy univerzity

## Galerie

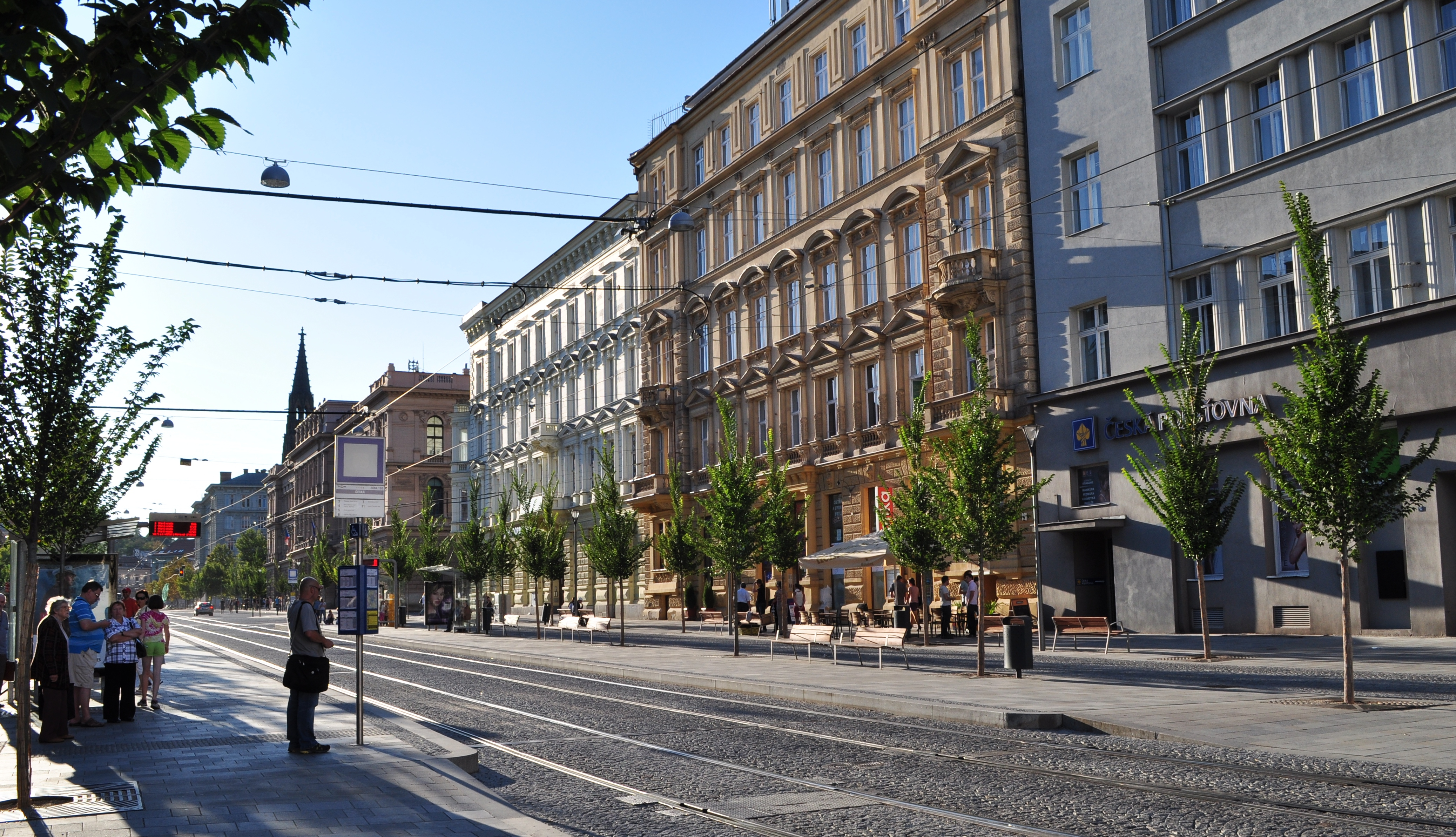
Tramvajová zastávka na ulici Joštova
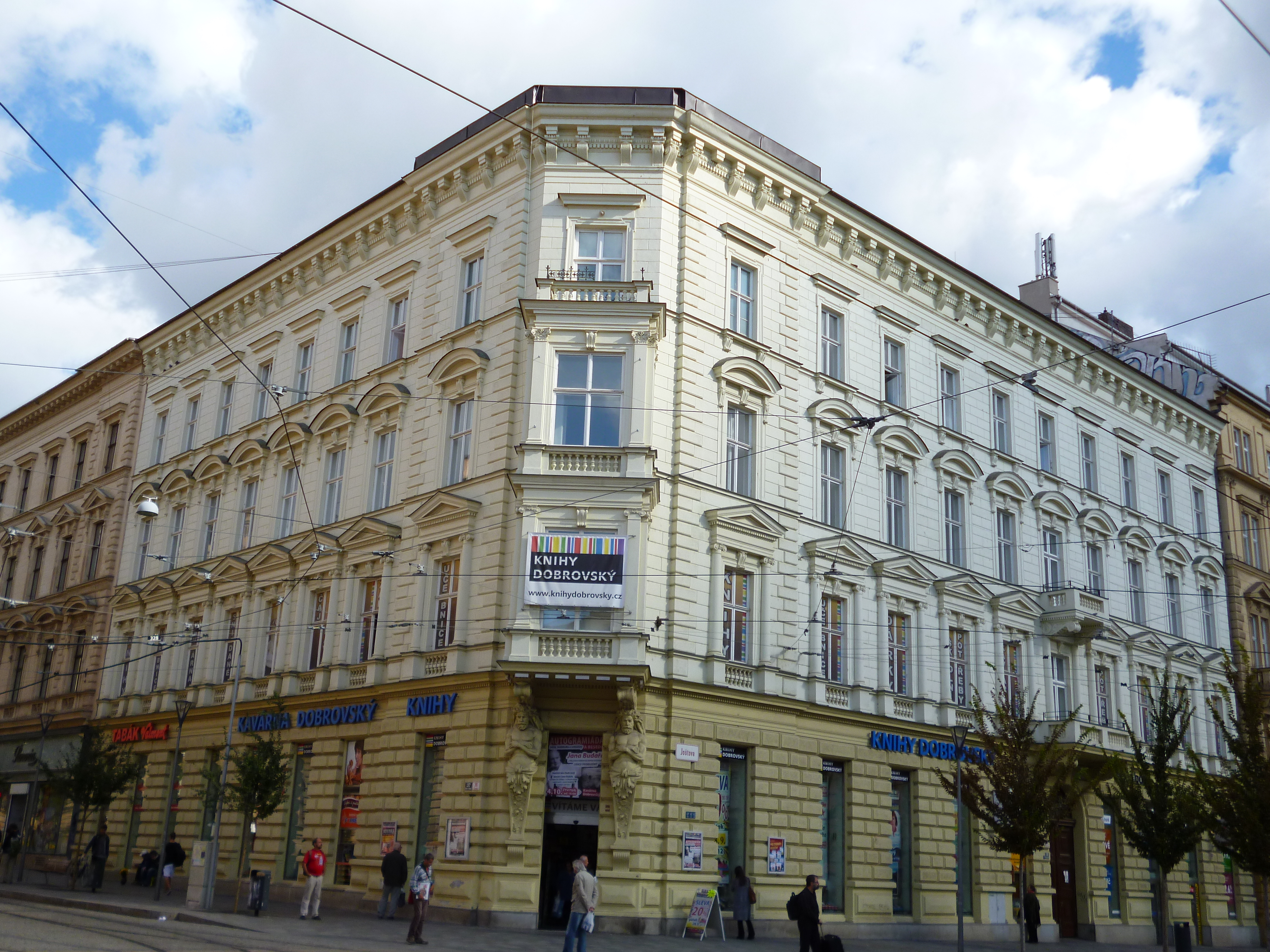
Činžovní dům Joštova 6
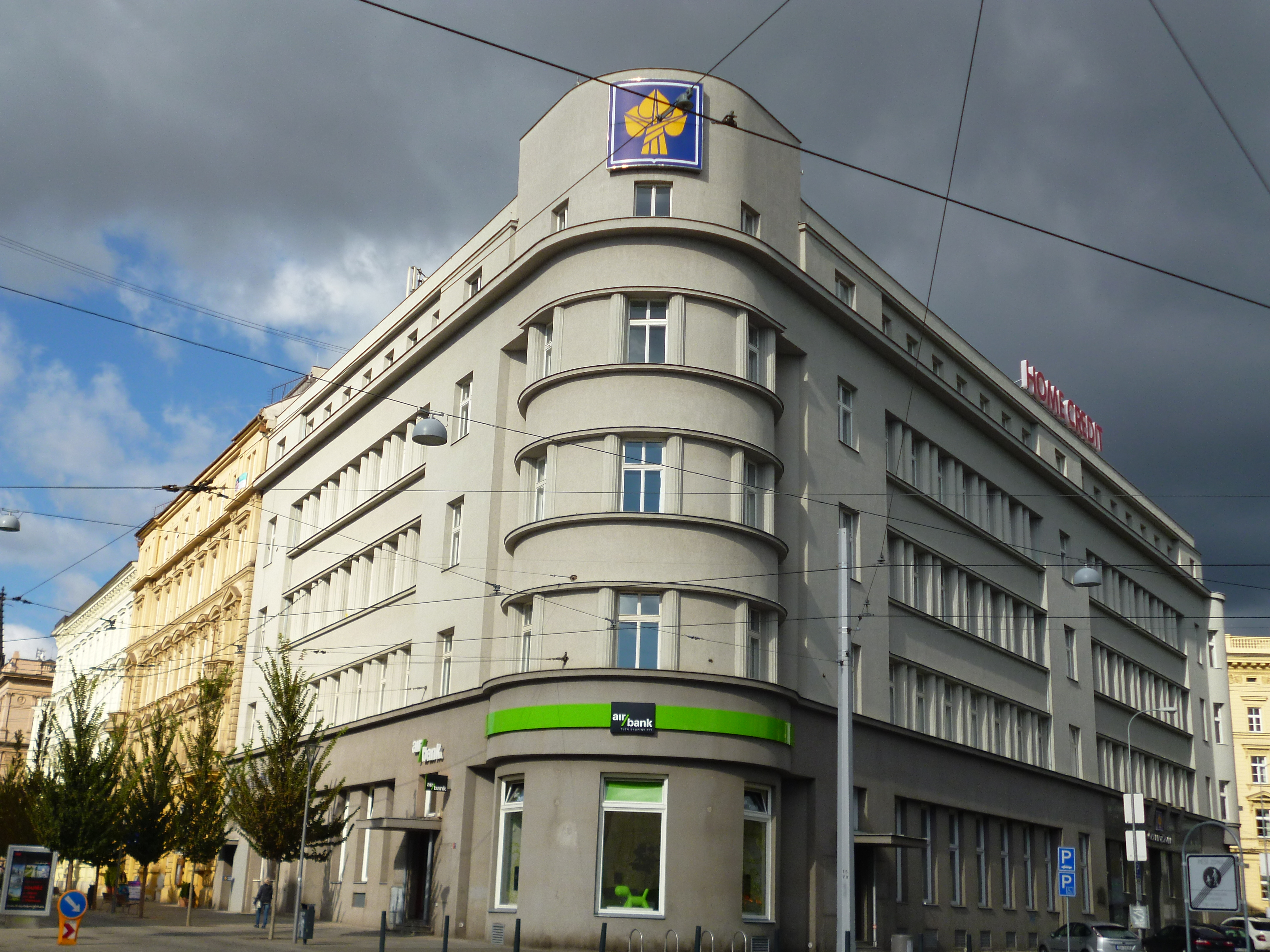
Městský dům na rohu Joštovy a Moravského náměstí
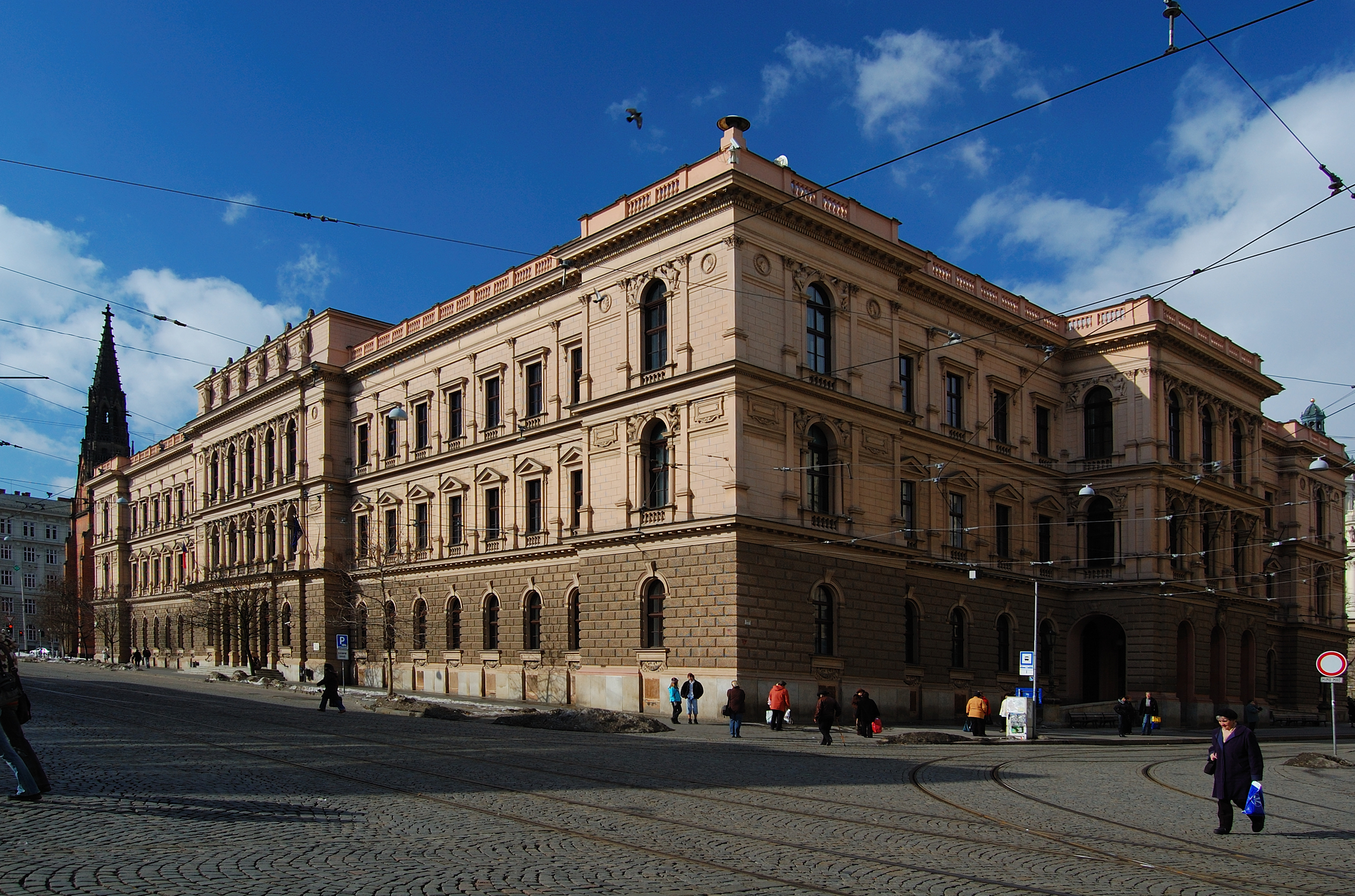
Budova Zemského sněmu, sídlo Ústavního soudu České republiky
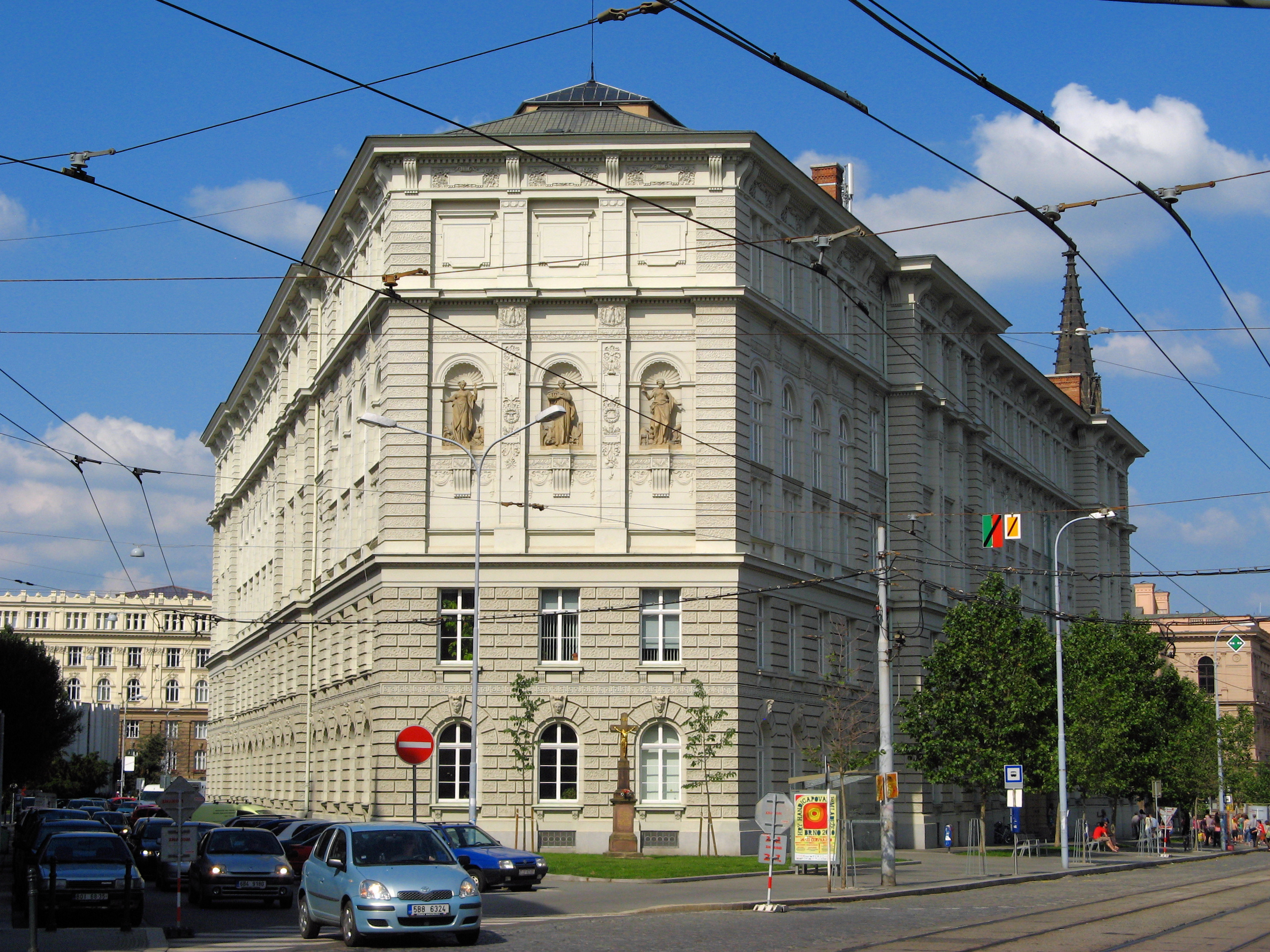
Budova Fakulty sociálních studií Masarykovy univerzity od křižovatky Joštovy, Marešovy a Údolní
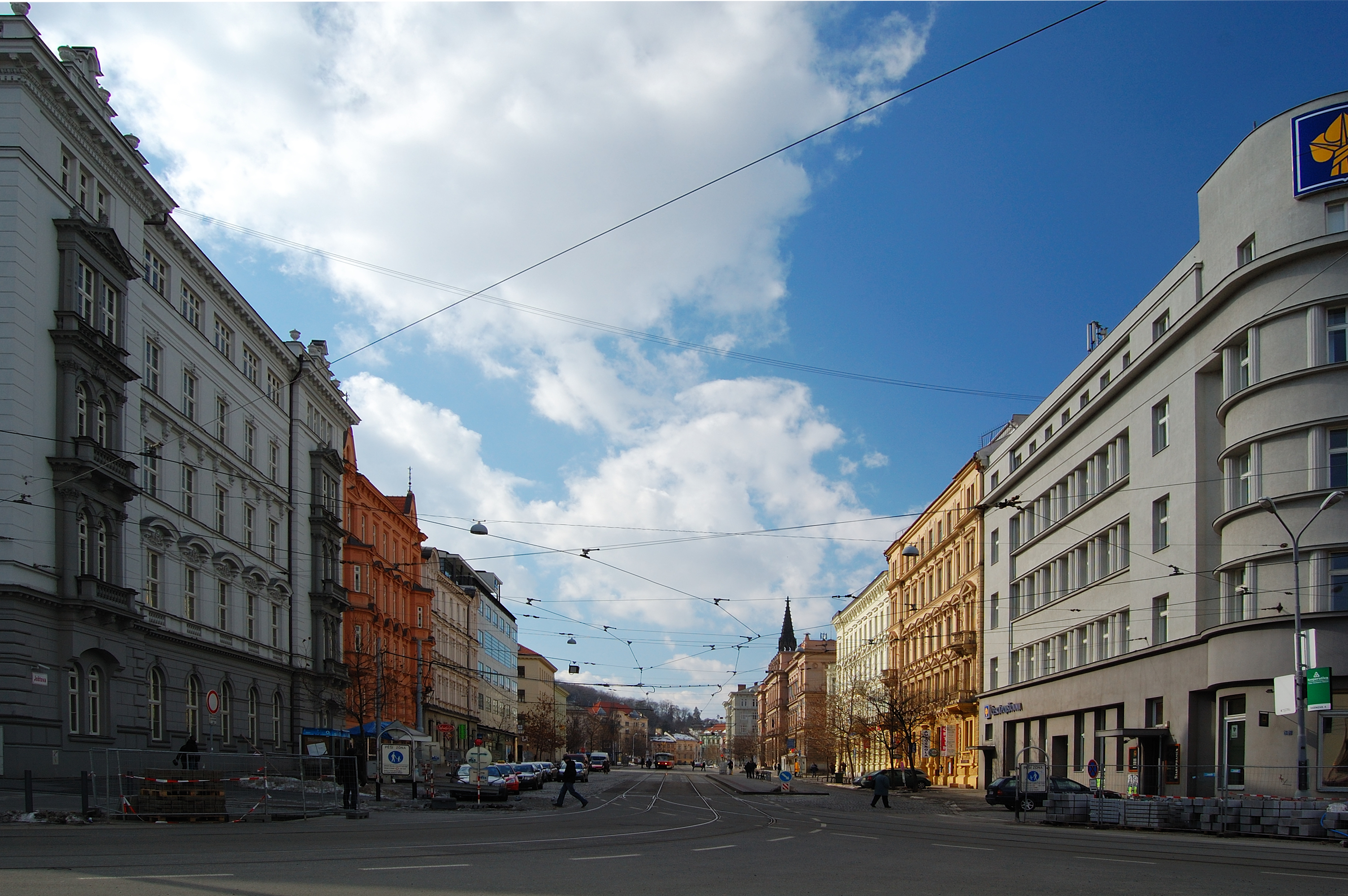
Pohled na Joštovu od kostela sv. Tomáše
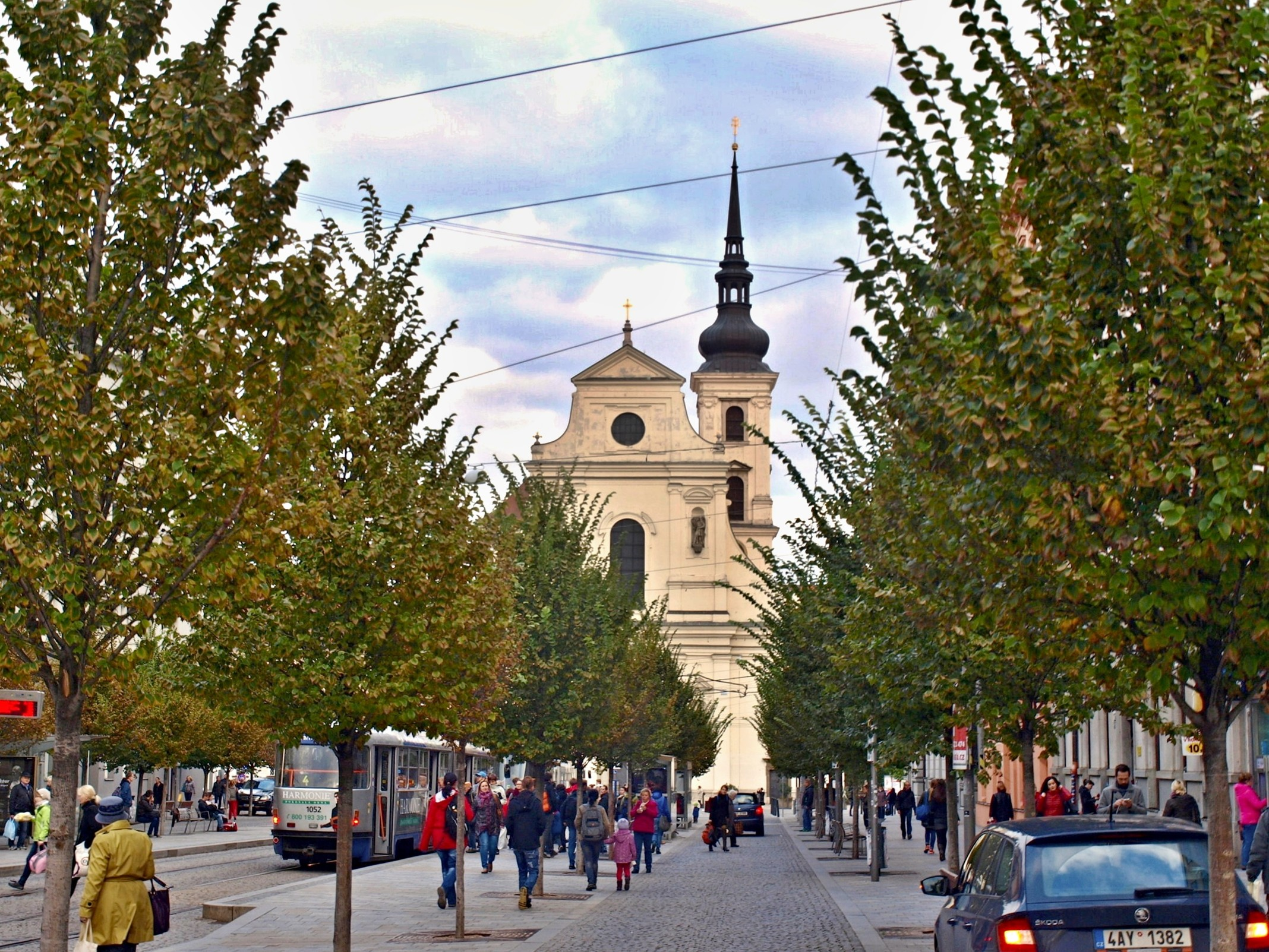
Pohled na kostel sv. Tomáše
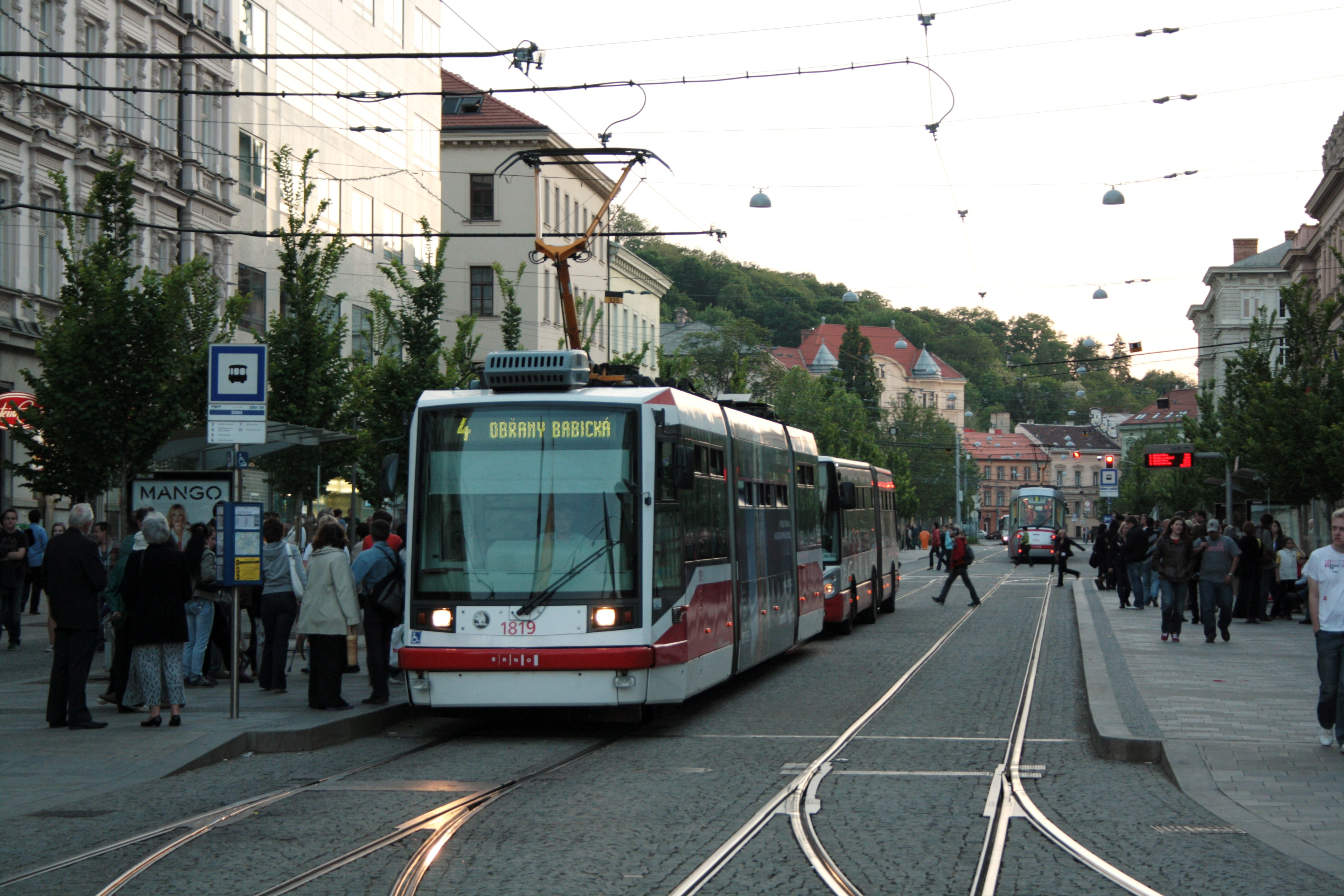
Tramvajová zastávka Česká
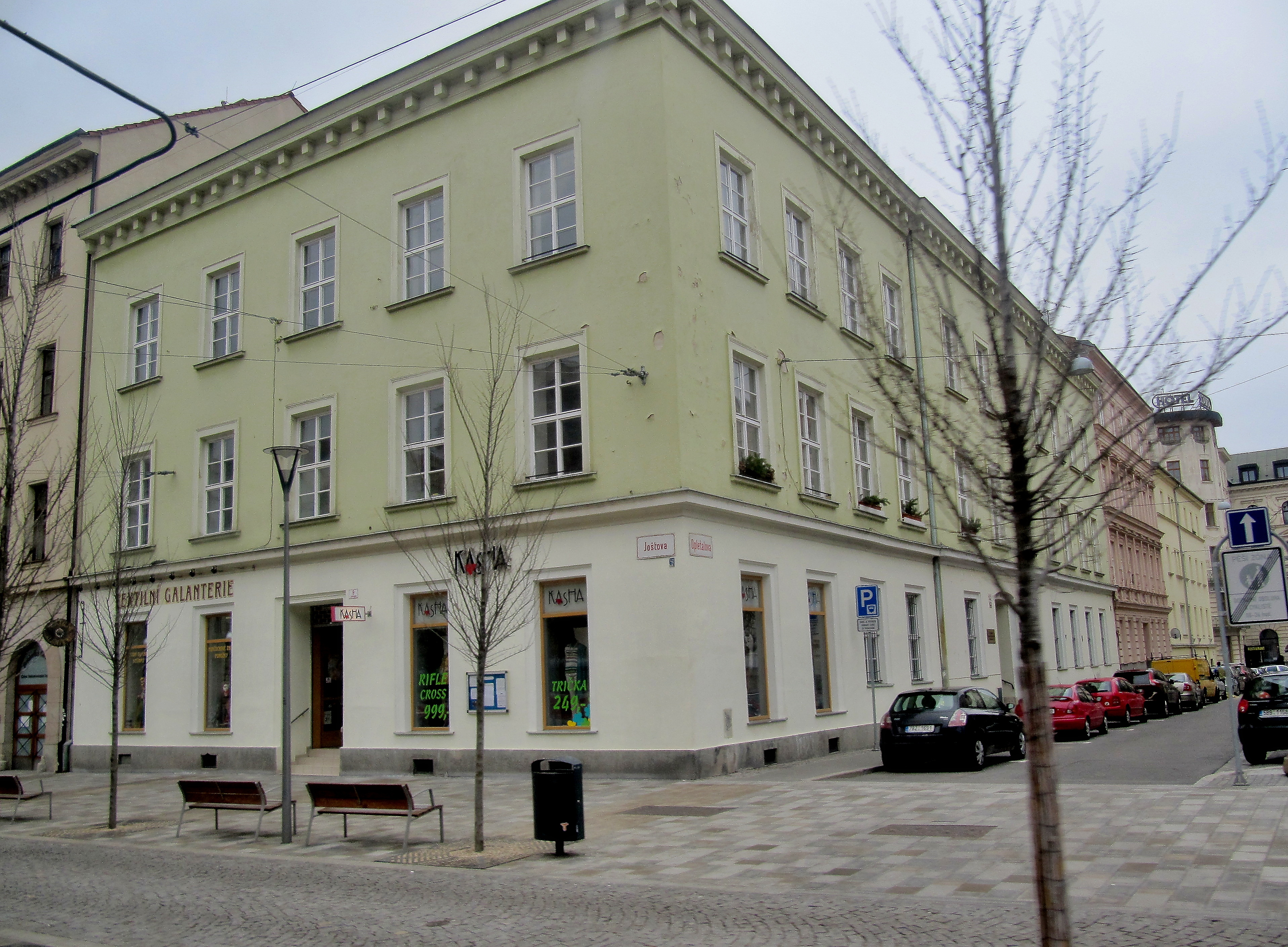
Roh Joštovy a Opletalovy